# Nokia 7600
Il Nokia 7600 è un telefono cellulare prodotto dall'azienda finlandese Nokia e messo in commercio nel 2004. Questo dispositivo fu il primo a poter utilizzare la rete UMTS 3G. Possedeva un design molto ricercato, cosiddetto "a foglia" e disponeva di una buona memoria che però non poteva essere sfruttata al meglio a causa della mancanza del sistema operativo Symbian; tale mancanza limitava l'installazione di applicazioni.

## Caratteristiche
- Dimensioni: 87 × 78 × 18,6 mm
- Massa: 123 g
- Risoluzione display: 128 × 160 pixel a 65 535 colori
- Durata batteria in conversazione: 4 ore
- Durata batteria in standby: 360 ore (15 giorni)
- Memoria: 30 MB
- Bluetooth e infrarossi